# La Chancha
La Chancha (bra: Lamaçal) é um filme de 2020 dos gêneros suspense e drama coproduzido por Argentina e Brasil. Escrito e dirigido por Franco Verdoia, é estrelado pelos argentinos Esteban Meloni, Gabriel Goyti e Gladys Florimonte e os brasileiros Rodrigo Silveira e Raquel Karro.
O filme estreou no circuito de festivais em outubro de 2020 na Mostra Internacional de Cinema de São Paulo. Comercialmente, estreou em maio de 2020 na Argentina e logo depois foi disponibilizado para o catálogo da Netflix. Nos cinemas brasileiros, estreou em outubro de 2021.
Rodado na província de Córdova, na Argentina, o filme foi produzido pela "Contentto People" e "El Carro Cine" de Buenos Aires e a "GP7 Cinema" de Curitiba. A película participou de vários festivais latino americano e foi contemplado com o prêmio de "Melhor Longa Narrativa" (o principal prêmio do festival) no "Festival de Cinema Subterrâneo de Cuzco" no Peru (Cuzco Underground Cinema Festival) em 2020.

## Sinopse
A história é inspirada em fatos ocorridos na infância e juventude do diretor e roteirista Franco Verdoia. São encontros inesperados, conflitos e um trauma de sua infância, tudo vivido nas férias familiares do protagonista. 

## Elenco
- Esteban Meloni ..... Pablo
- Gabriel Goity ..... Miguel
- Gladys Florimonte ..... Alicia
- Raquel Karro ..... Raquel
- Rodrigo Silveira ..... João